# فرنسيس جون بيرن
فرنسيس جون بيرن (بالإنجليزية: Francis John Byrne)‏ هو مؤلف ومؤرخ أيرلندي، ولد في 1934 في شانغهاي في الصين، وتوفي في 30 ديسمبر 2017.